# Mack Rides
Mack Rides är ett tyskt företag som designar och konstruerar berg- och dalbanor. Familjen som äger företaget äger även nöjesparken Europa-Park i Tyskland.

## Historia
Företaget Macks historia går tillbaka till 1780 då det skapades av Paul Mack. Då tillverkade företaget vagnar. År 1920 kom företaget  in i berg- och dalbanebranschen och är därmed en av de äldsta berg- och dalbanetillverkarna i världen. Mack tillverkar flera olika sorters attraktioner såsom inomhusbanor, vattenberg- och dalbanor, båtbanor och flumerides. De är särskilt kända för sina Wild Mouse-berg- och dalbanor (Vilda musen). 

## Attraktioner (urval)
| Attraktion                                  | Nöjespark | Plats                                     | Typ                                 | Invigd                        |                                           |
| ------------------------------------------- | --- | ----------------------------------------- | ----------------------------------- | ----------------------------- | ----------------------------------------- |
| Around the World in 80 Days                 | Alton Towers                                                                                                   | Farley, Staffordshire, England            | Dark ride                           | 1981                          |                                           |
| Avalanche                                   | Kings Dominion                                                                                                 | Doswell, Virginia, USA                    | Bobsled roller coaster              | 1988                          | [ 3 ]                                     |
| Avalanche                                   | Pleasure Beach Blackpool                                                                                       | Blackpool, Lancashire, England            | Bobsled roller coaster              | 1988                          | [ 4 ]                                     |
| Battle Boats                                | Sea World | Gold Coast, Queensland, Australien        | Interactive Boat Ride               | 2010                          | [ 5 ]                                     |
| Blue Fire                                   | Europa-Park | Rust, Tyskland                            | Launched roller coaster             | 2009                          | [ 6 ]                                     |
| Charlie and the Chocolate Factory: The Ride | Alton Towers                                                                                                   | Farley, Staffordshire, England            | Dark ride                           | 2006                          |                                           |
| The Dark Knight Coaster                     | Six Flags Great Adventure Six Flags Great America Six Flags México Six Flags New England                       | USA                                       | Wild Mouse roller coaster (inomhus) | 2008 2009 Ej i bruk           | [ 7 ] [ 8 ] [ 9 ] [ 10 ]                  |
| Dragon Falls                                | Chessington World of Adventures                                                                                | Chessington, Greater London, England      | Log flume                           | 1987                          | [ 11 ]                                    |
| Dudley Do-Right's Ripsaw Falls              | Islands of Adventure                                                                                           | Orlando, Florida, USA                     | Log flume                           | 1999                          | [ 12 ]                                    |
| Euro-Mir                                    | Europa-Park | Rust, Tyskland                            | Spinning roller coaster             | 1997                          | [ 13 ]                                    |
| The Fly                                     | Canada's Wonderland                                                                                            | Ontario, Kanada                           | Wild Mouse roller coaster           | 1999                          | [ 14 ]                                    |
| Flying Dutchman Gold Mine                   | Walibi Holland                                                                                                 | Biddinghuizen, Nederländerna              | Wild Mouse roller coaster           | 2000                          | [ 15 ]                                    |
| Flying Fish                                 | Thorpe Park | Chertsey, Surrey, England                 | Powered roller coaster              | 1983                          | [ 16 ]                                    |
| Ghost Chasers                               | Movie Park Germany                                                                                             | Bottrop, Nordrhein-Westfalen, Tyskland    | Wild Mouse roller coaster           | 2000                          | [ 17 ]                                    |
| Goofy's Sky School                          | Disney California Adventure                                                                                    | Anaheim, Kalifornien, USA                 | Wild Mouse roller coaster           | 2001                          | [ 18 ]                                    |
| Helix                                       | Liseberg | Sverige                                   | Launched roller coaster             | 2014                          |                                           |
| Journey to Atlantis                         | SeaWorld San Antonio SeaWorld San Diego SeaWorld Orlando                                                       | USA                                       | Super Splash                        | 2007 2004 1998                | [ 19 ] [ 20 ] [ 21 ]                      |
| Lego Technic Test Track                     | Legoland Billund Legoland Kalifornien Legoland Deutschland Legoland Florida Legoland Malaysia Legoland Windsor | Danmark USA Tyskland USA Malaysia England | Wild Mouse roller coaster           | 2002 2001 2002 2011 2012 2004 | [ 22 ] [ 23 ] [ 24 ] [ 25 ] [ 26 ] [ 27 ] |
| Loggers Leap                                | Thorpe Park | Chertsey, Surrey, England                 | Log flume                           | 1987                          |                                           |
| Manta                                       | SeaWorld San Diego                                                                                             | San Diego, Kalifornien, USA               | Launched roller coaster             | 2012                          | [ 2 ] [ 28 ]                              |
| Pikajuna                                    | Linnanmäki | Helsingfors, Finland                      | Powered roller coaster              | 1990                          | [ 29 ]                                    |
| Ricochet                                    | Carowinds | Charlotte, North Carolina USA             | Wild Mouse roller coaster           | 2002                          | [ 30 ]                                    |
| Ricochet                                    | Kings Dominion                                                                                                 | Doswell, Virginia, USA                    | Wild Mouse roller coaster           | 2002                          | [ 31 ]                                    |
| River Battle                                | Dollywood | Pigeon Forge, Tennessee, USA              | Interactive Boat Ride               | 2008                          | [ 32 ]                                    |
| Runaway Mine Train                          | Alton Towers                                                                                                   | Farley, Staffordshire, England            | Powered roller coaster              | 1992                          | [ 33 ]                                    |
| Sand Serpent                                | Busch Gardens Tampa Bay                                                                                        | Tampa Bay, Tampa, Florida, USA            | Wild Mouse roller coaster           | 2004                          | [ 34 ]                                    |
| Scooby-Doo Spooky Coaster                   | Warner Bros. Movie World                                                                                       | Gold Coast, Queensland, Australien        | Wild Mouse roller coaster (inomhus) | 2002                          | [ 35 ]                                    |
| Sierra Sidewinder                           | Knott's Berry Farm                                                                                             | Buena Park, Kalifornien, USA              | Spinning roller coaster             | 2007                          | [ 36 ]                                    |
| Space Fantasy: The Ride                     | Universal Studios Japan                                                                                        | Konohana-ku, Osaka, Japan                 | Spinning roller coaster             | 2010                          | [ 37 ]                                    |
| Storm Force Accelatron                      | Islands of Adventure                                                                                           | Orlando, Florida, USA                     | Teacups                             | 2000                          | [ 38 ]                                    |
| Thunder Run                                 | Canada's Wonderland                                                                                            | Vaughan, Ontario Kanada                   | Powered roller coaster              | 1981                          | [ 39 ]                                    |
| Tiger Express                               | Mer de Sable                                                                                                   | Frankrike                                 | Wild Mouse roller coaster           | 2011                          | [ 40 ]                                    |
| Toyland Tours                               | Alton Towers                                                                                                   | Farley, Staffordshire, England            | Dark ride                           | 1994                          |                                           |
| Tulireki                                    | Linnanmäki | Helsingfors, Finland                      | Steel roller coaster                | 2004                          | [ 41 ]                                    |
| Wild Mouse                                  | Hersheypark | Derry Township, Pennsylvania, USA         | Wild Mouse roller coaster           | 1999                          | [ 42 ]                                    |